# مایور، یاگودینا
مایور (صربی: Majur}} یک منطقهٔ مسکونی در صربستان است که در Pomoravlje District واقع شده‌است.
 مایور  ۲٬۷۷۷ نفر جمعیت دارد.